# Tigrisoma fasciatum
L'airone tigrato fasciato (Tigrisoma fasciatum Such, 1825) è un uccello della famiglia degli Ardeidi originario del Sudamerica.

## Descrizione
L'airone tigrato fasciato raggiunge una lunghezza del corpo di 60–70 cm. Il piumaggio ha una colorazione di fondo grigio o marrone percorsa da striature più scure. Il colore varia a seconda delle sottospecie. È presente uno scarso dimorfismo sessuale: nel maschio il contrasto tra le zone chiare e scure del piumaggio è più evidente che nelle femmine.

## Biologia
L'airone tigrato fasciato di solito conduce vita solitaria e gli esemplari si incontrano solo durante la stagione riproduttiva per accoppiarsi. È un predatore da agguato che cattura la preda sia a terra che nell'acqua. La dieta comprende piccoli pesci e insetti.

## Distribuzione e habitat
L'airone tigrato fasciato è diffuso nel Centro e nel Sudamerica. Dalla Costa Rica e dalla Colombia, il suo areale si estende, attraverso le pendici orientali delle Ande, fino alla Bolivia. Un'altra popolazione si incontra nel Brasile sud-orientale (Area di protezione ambientale di Guaraqueçaba) e nell'Argentina settentrionale. Il suo habitat è costituito dalle foreste umide delle regioni montuose, dove la specie vive lungo le rive dei fiumi fittamente ricoperte di vegetazione.

## Tassonomia
Gli studiosi riconoscono tre sottospecie di airone tigrato fasciato:
- T. f. salmoni P. L. Sclater e Salvin, 1875 - dalla Costa Rica alla Bolivia settentrionale;
- T. f. fasciatum (Such, 1825) - dal Brasile sud-orientale all'Argentina settentrionale;
- T. f. pallescens Olrog, 1950 - Argentina nord-occidentale.